# 地洛镇
地洛镇，原为地洛乡，是中华人民共和国四川省凉山彝族自治州布拖县下辖的一个乡镇级行政单位。2021年1月12日，撤销地洛乡和四棵乡，设立地洛镇。以原地洛乡和原四棵乡所属行政区域为地洛镇的行政区域。

## 行政区划
地洛镇下辖以下地区：
则作村、地洛村、柳口村、吞波村、桥边村、地史村、吞都村、洛哈村、特基村、扎台村、和睦村、友好村、觉生村、衣子村、地尔村、马洛村和解组村。